# مارتین شوفمان
مارتین شوفمان (آلمانی: Martin Schöffmann؛ زادهٔ ۳۱ مارس ۱۹۸۷ ‏(۳۷ سال)) دوچرخه‌سوار اهل اتریش است.